# Repentigny (Calvados)
Repentigny ist eine französische Gemeinde mit 101 Einwohnern (Stand 1. Januar 2022) im Département Calvados in der Region Normandie. Sie gehört zum Arrondissement Lisieux und zum Kanton Mézidon Vallée d’Auge. 
Sie grenzt im Norden an Beaufour-Druval, im Osten an Auvillars, im Süden an Léaupartie und im Westen an Rumesnil. An der südöstlichen Gemeindegrenze verläuft das Flüsschen Dorette.

## Bevölkerungsentwicklung
| Jahr      | 1962 | 1968 | 1975 | 1982 | 1990 | 1999 | 2008 | 2015 |
| --------- | ---- | ---- | ---- | ---- | ---- | ---- | ---- | ---- |
| Einwohner | 57   | 56   | 51   | 52   | 69   | 91   | 89   | 90   |

## Sehenswürdigkeiten

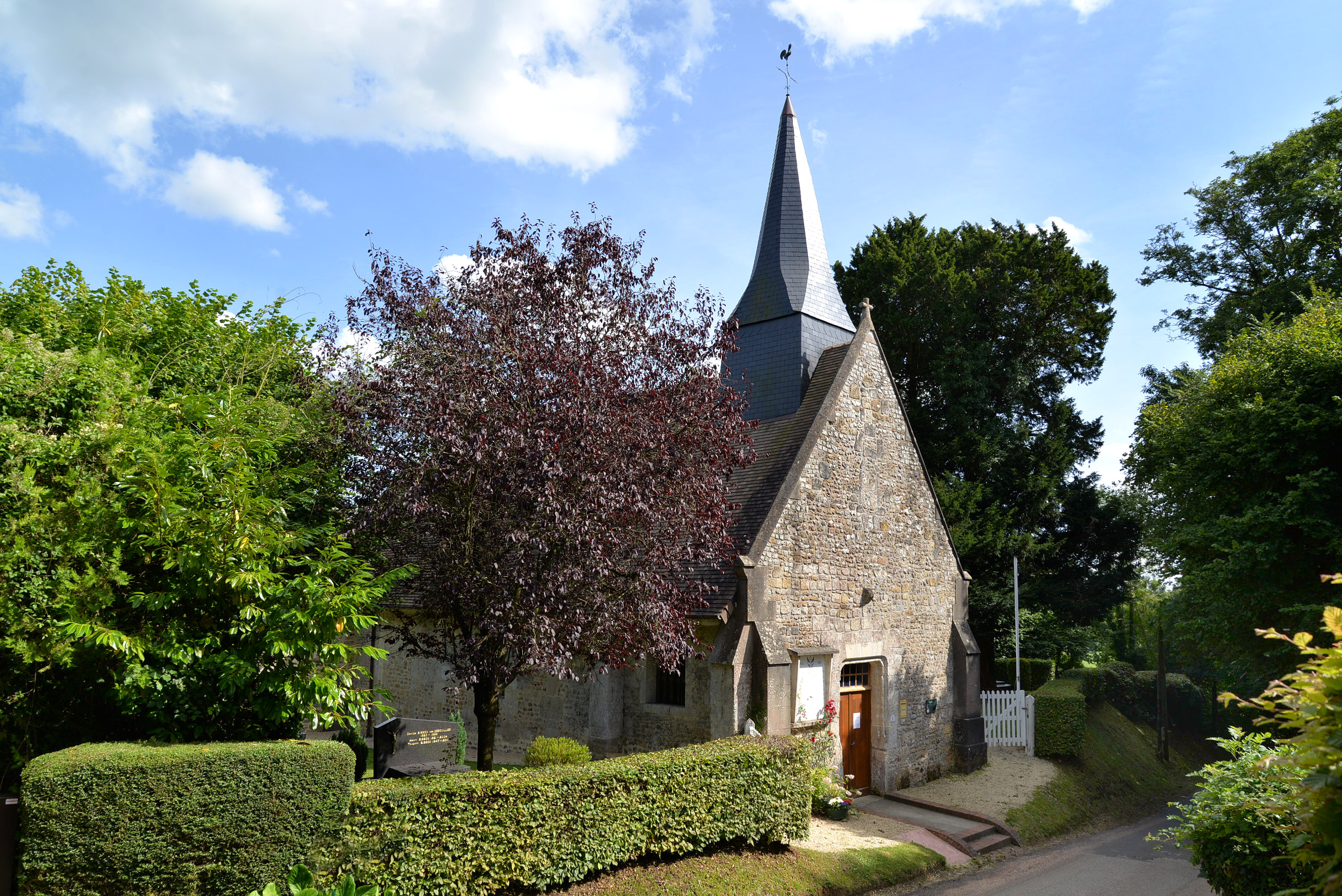
Kirche Saint-Martin

- Kirche Saint-Martin